# Дуров, Павел Валерьевич
Па́вел Вале́рьевич Ду́ров (род. 10 октября 1984, Ленинград, РСФСР, СССР) — российский предприниматель в сфере информационных технологий, основатель социальной сети «ВКонтакте» и кроссплатформенного мессенджера Telegram.
В 2006 году вместе с братом Николаем Дуровым основал социальную сеть «ВКонтакте», которая быстро стала самой популярной соцсетью в России и многих странах СНГ. В 2014 году, после конфликта с новыми владельцами компании и давления со стороны российских властей, Дуров покинул пост генерального директора «ВКонтакте» и уехал из России.
Дуров активно выступает за свободу интернета и критикует правительства, которые пытаются ограничить цифровые права граждан. В ОАЭ он сосредоточился на развитии созданного им в 2013 году мессенджера Telegram, который заявляет высокую степень конфиденциальности данных.
С 2016 года входит в список 200 богатейших бизнесменов России Forbes. В 2022 году Forbes признал его самым богатым экспатом в ОАЭ. В феврале 2023 года Arabian Business назвал его самым влиятельным предпринимателем в Дубае. По данным Forbes, на август 2024 года Дуров занимал 120-е место в списке самых богатых людей мира с состоянием $15,5 млрд.
Помимо гражданства России, Дуров имеет гражданства Сент-Китса и Невиса, ОАЭ и Франции.
24 августа 2024 года арестован в Париже по обвинению в ряде преступлений, связанных с организованной преступностью в Telegram. 28 августа Дурова освободили под судебный надзор с залогом и подпиской о невыезде. В марте 2025 года Дуров покинул Францию и улетел в Дубай.

## Биография
Павел Дуров родился в Ленинграде 10 октября 1984 года в семье университетской интеллигенции. В первый класс школы пошёл в итальянском Турине, где его отец, Валерий Дуров, работал несколько лет. Вернувшись в родной город, Павел Дуров недолго учился в обычной школе и поступил в экспериментальные классы Академической гимназии, в которой осуществляется углублённое изучение всех предметов, включая четыре иностранных языка. Имел репутацию эрудита. Сидел за первой партой из-за проблем со зрением. В 11 лет он впервые увлёкся программированием. Известна его выходка, когда он сменил заставку всех школьных компьютеров на фотографию учителя информатики с подписью «Must die» (с англ. — «Должен умереть»). Дурова лишали доступа к компьютерам, но он взламывал пароли к ним. В 2001 году с отличием окончил Академическую гимназию.
В 2002 году Дуров поступил на Филологический факультет СПбГУ по специальности «Английская филология и перевод». За свои академические достижения и вклад в студенческую жизнь университета он был награждён стипендией Правительства РФ, а затем и стипендией Президента РФ. Дуров трижды становился лауреатом Потанинской стипендии, а также входил в избранное число студентов СПбГУ с высочайшим уровнем интеллекта и лидерскими способностями. Он побеждал на олимпиадах по информатике, лингвистике и дизайну, организовывал общеуниверситетские мероприятия. Дуров окончил университет в 2006 году с красным дипломом (который на 2012 год так и не забрал). 
Когда я смотрел на людей, которые каждый день ездят на рутинную работу в офисы, я не представлял такого сценария в своей жизни. Руководство интернет-проектами, организация университетских мероприятий приучили к независимости и мысли о том, что у меня нет непосредственного начальства.
В период учёбы в СПбГУ Дуров создал некоммерческие сайты Durov.com и Spbgu.ru, предназначенные для повышения качества общественной и научной жизни университета. Первый проект — электронная библиотека рефератов вуза, а также место для обмена идеями и мнениями студентов; второй — форум университета, где Дуров часто был инициатором различных дискуссий, в которых, пользуясь разными аккаунтами, спорил сам с собой. К лету 2006 года Дуров понял, что его студенческие сайты при всей своей популярности были неэффективны в объединении учащихся, так как многие скрывали свои имена под никнеймами, а реальные лица под аватарами: студенты могли общаться друг с другом в сети, даже не подозревая, что учатся в одной группе. Тогда он начал искать другую форму для студенческого сайта. Позже старый друг Дурова, после учёбы вернувшийся из США, познакомил его с интернет-проектом для студентов вузов Америки — Facebook, где пользователи размещали в профилях свои настоящие имена и фотографии. Дуров решил внедрить подобную концепцию сайта в России. Первоначальное название будущего проекта — «Студент.ру» — было заменено Дуровым на «ВКонтакте» («ВК»), так как, по его словам, «рано или поздно мы все становимся выпускниками». К реализации проекта Дуров приступил сразу по окончании вуза. Павел и его брат, Николай Дуров, основали общество с ограниченной ответственностью «ВКонтакте» и запустили бета-версию одноимённой сети, чей домен — vkontakte.ru — был, по официальным данным, зарегистрирован 1 октября 2006 года. Сначала сайт был закрытым, зарегистрироваться можно было только после личного приглашения. Но уже в конце года регистрация стала свободной. За несколько дней сеть привлекла более 2000 пользователей, проведя конкурс — iPod тому, кто пригласит большее количество друзей. Быстро растущее количество пользователей заставило создателей сменить серверы и усовершенствовать программную поддержку сети[что?]. Дурову неоднократно приходили предложения на тему покупки его проекта, но он отклонял их, вместо этого привлёк инвестиции. В 2007 году «ВК» стал третьим по популярности сайтом в рунете, в 2008 году произошла монетизация сети, а количество пользователей превысило 20 млн. В 2010 году офис компании занял Дом Зингера.

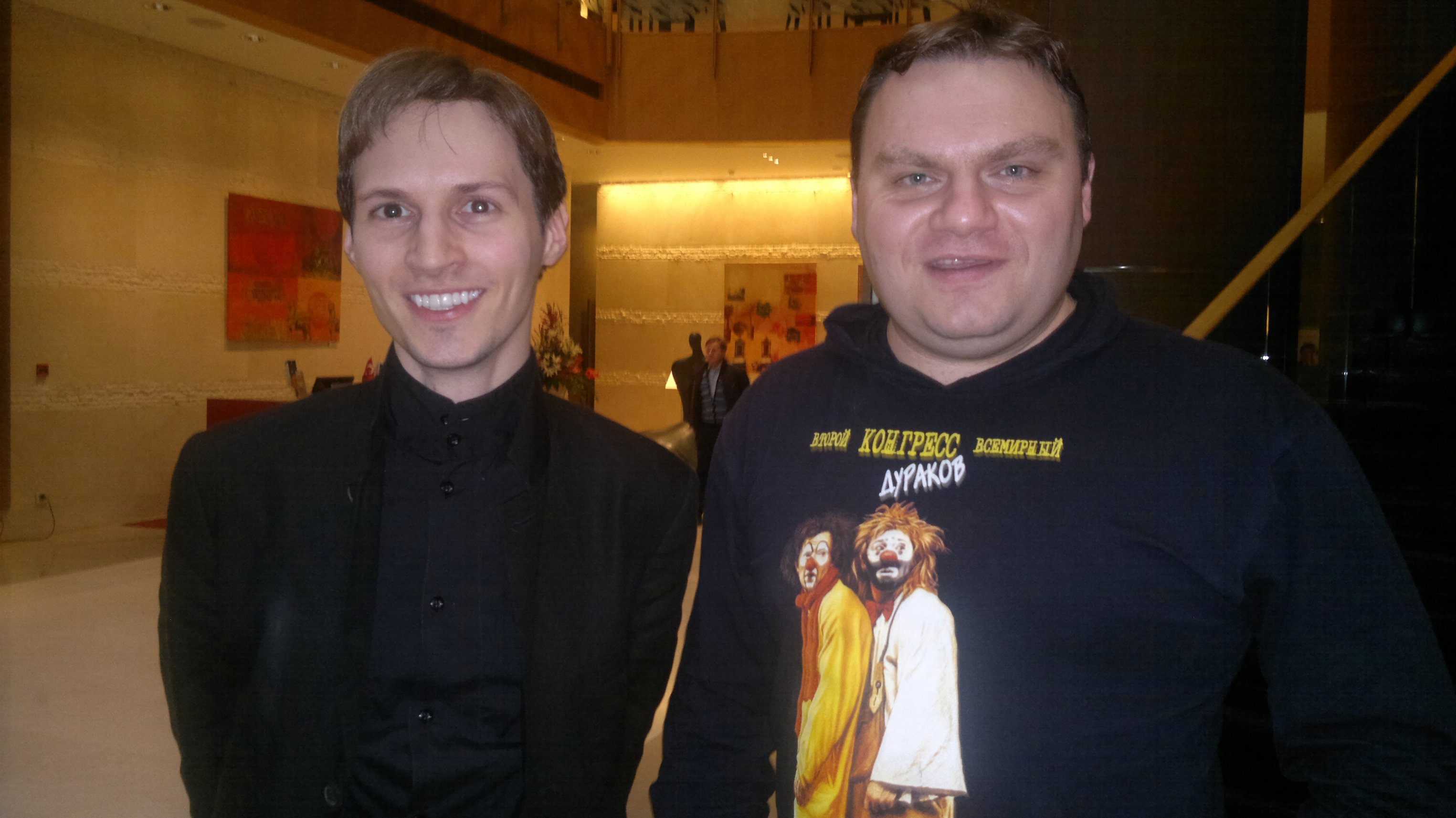
Павел Дуров и Александр Плющев на церемонии вручения «Премия Рунета-2010»

На 2011 год Дуров, обладающий состоянием в 7,9 млрд рублей, занимал 350-е место в рейтинге российских миллиардеров. В декабре 2011 года Дуров и глава фонда DST Global Юрий Мильнер запустили благотворительный проект Start Fellows, который был направлен на финансирование стартапов, выбранных на конкурсной основе. К концу декабря шесть стартапов получили по $ 25 тысяч. 24 января 2012 года на конференции Digital Life Design в Мюнхене в ходе совместного выступления с основателем «Википедии» Джимми Уэйлсом Дуров пообещал пожертвовать онлайн-энциклопедии один миллион долларов. В марте представитель фонда Викимедиа Джей Уолш подтвердил информацию о переводе обещанной суммы на счёт фонда.
В декабре 2011 года ФСБ потребовала у Дурова заблокировать пять сообществ (четыре из которых содержат в названии словосочетание «против „Единой России“») и две группы для организации встреч пользователей. Дуров отказался это сделать, после этого его повесткой вызвали для дачи объяснений в прокуратуру Санкт-Петербурга.
27 мая 2012 года топ-менеджеры «ВК» во главе с Дуровым бросали самолётики с прикреплёнными к ним 5000-рублёвыми банкнотами из окна центрального офиса компании в Санкт-Петербурге. Вскоре под окнами собралась толпа, которая устроила драку за эти деньги. Позже Дуров объяснил, что своим поступком хотел создать праздничную атмосферу в День города. Дуров разбросал в общей сложности около 2000 долларов. Также сообщалось о радости, с которой он наблюдал за реакцией толпы. По словам очевидцев, Павел снимал происходящее на камеру.
Во время работы в «ВК» Дуров жил на съёмной квартире рядом с офисом, где, по его словам, могли остаться переночевать разработчики.
5 апреля 2013 года сообщалось, что, управляя автомобилем, Дуров повернул налево с Садовой улицы на набережную реки Мойки, нарушив требования дорожного знака. Заметивший правонарушение сотрудник ГИБДД попытался остановить автомобиль. Водитель не подчинился требованию, продолжив движение, и в результате совершил наезд на сотрудника, нанеся ему ушибы ног и ссадины. Изначально пресс-служба «ВК» причастность Дурова к происшествию отрицала, указывая на то, что у их гендиректора нет машины. К тому же сам автомобиль принадлежал вице-президенту компании Илье Перекопскому. Но в июне Следственным комитетом РФ по Санкт-Петербургу было доказано, что за рулём находился именно Дуров. Сразу после инцидента на Павла было возбуждено уголовное дело по статье 318 УК РФ (применение насилия в отношении представителя власти), которое после проведения следствия было закрыто в июне 2013 года, а само правонарушение попало под статью 19.3 КоАП РФ (неповиновение законному распоряжению сотрудника полиции), так как при расследовании не было собрано достаточное количество доказательств умышленного применения насилия. В сентябре 2013 года стало известно, что уголовное дело возвращено на доследование с целью установления наличия или отсутствия преступного умысла в действиях Павла Дурова. Доказательства, свидетельствующие о том, что действия Дурова были умышленными и направленными на применение насилия в отношении полицейского, вновь не были найдены следователями, и в начале 2014 года уголовное дело было вновь прекращено.
В феврале 2014 года Фонд United Capital Partners (UCP), которому принадлежало 48 % акций «ВК», объявил о том, что намерен отстаивать свои интересы «в российской и международных юрисдикциях». Представители UCP обвинили Павла Дурова и сотрудников Mail.ru Group в действиях, противоречащих интересам «ВК». В фонде пояснили, что ранее пытались решить вопросы мирным путём, однако все предложения блокировались представителями Mail.ru Group и гендиректором «Мегафона» Иваном Тавриным, которым на тот момент принадлежал контрольный пакет акций «ВК» (52 %). В UCP отметили, что такое поведение совладельцев «ВК» их «крайне удивляет и беспокоит».

Исчерпав все возможности к разумной договоренности, мы передаем спорные дела по «ВК» юридическим компаниям. Краткая суть наших претензий — Павел Дуров и представители Mail.ru Group систематически принимали и продолжают принимать решения не в лучших интересах «ВК»…
— партнёр UCP Юрий Качуро
В ответ генеральный директор USM Advisors Иван Стрешинский обвинил UCP в систематическом давлении на акционеров «ВК»:

С момента своего задекларированного вхождения во «ВКонтакте» UCP продемонстрировал нежелание выстраивать конструктивные отношения с другими акционерами и менеджментом компании, предпочтя стратегию угроз, шантажа и интриг. В частности, была организована целая кампания по юридическому давлению и публичной дискредитации основателя «ВКонтакте» Павла Дурова, общение с которым UCP начали с угроз судами и уголовным преследованием.
— Иван Стрешинский

### Эмиграция

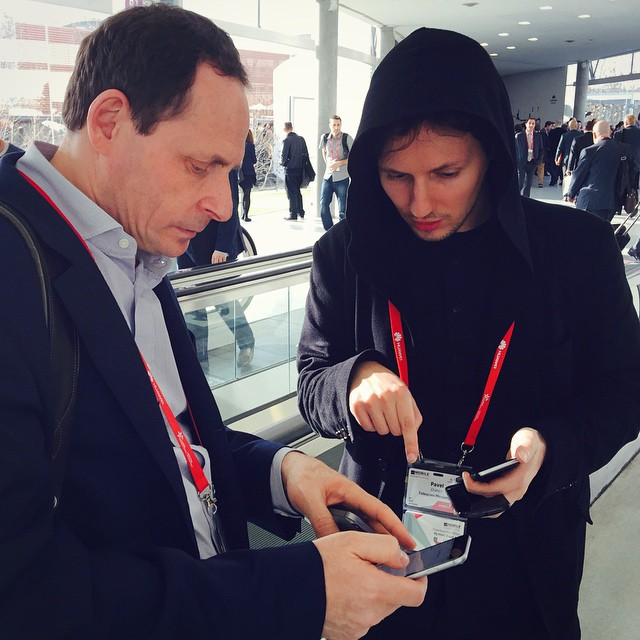
Павел Дуров и Аркадий Волож на конференции «Фабрики данных Яндекса», 2 марта 2015 года

16 апреля 2014 года Павел Дуров объявил, что 13 декабря 2013 года ФСБ требовала от руководства сети передать личную информацию организаторов групп «Евромайдана», на что он ответил отказом. В декабре же состоялась сделка о продаже доли в компании. По его словам, юрисдикция России не распространяется на украинских пользователей социальной сети «ВК». Также Дуров отметил, что распространение данных украинских пользователей явилось бы не только нарушением закона, но и преступлением перед миллионами пользователей с Украины.
22 апреля 2014 года стало известно, что Павел Дуров уехал за границу и не собирается возвращаться в Россию. Об этом он сообщил в интервью порталу TechCrunch. Он отметил: «К сожалению, в этой стране невозможно вести интернет-бизнес».
Боюсь, для меня нет пути назад. Особенно после того, как я публично отказался сотрудничать с властями.
Также основатель «ВК» сообщил, что в ближайшее время планирует сосредоточиться над созданием мобильной социальной сети. Позже фонд UCP, которому на тот момент принадлежало 48 % акций «ВК», заявил, что не считает отставку Павла Дурова с поста гендиректора свершившимся фактом. Партнёр UCP Юрий Качуро счёл, что исполнительный директор «ВК» превысил свои полномочия и не обсудил с советом директоров столь серьёзное решение.
С 2017 года проживает в Дубае, где и расположена штаб-квартира Telegram. Кроме российского, имеет паспорт государства Сент-Китс и Невис, он получил этот паспорт после инвестиций в экономику страны.
В начале апреля 2018 года во многих СМИ была представлена информация о получении Дуровым гражданства Великобритании, которую сам Павел опроверг, ссылаясь на фальшивку мошенников.
В 2018 году Дуров встречался с президентом Франции Эммануэлем Макроном. За год до этой встречи французские спецслужбы провели совместную операцию со спецслужбами ОАЭ, в рамках которой был взломан iPhone Дурова. Поводом для операции стала обеспокоенность французских спецслужб тем, что Исламское государство использует Telegram для вербовки боевиков и планирования атак. На встрече Макрон предлагал Дурову перенести штаб-квартиру Telegram в Париж, но получил отказ.
6 февраля 2021 года Павел Дуров провел встречу с наследным принцем Дубая Хамданом бин Мохаммедом аль-Мактумом, на которой рассказал об истории успеха развития Telegram.
В феврале 2021 года Дуров получил гражданство Объединённых Арабских Эмиратов, а в августе — французское гражданство. Основанием для гражданства Франции стала редкая процедура, позволяющая правительству предоставить гражданство «франкоговорящему иностранцу, который своей выдающейся деятельностью вносит вклад в международное влияние Франции и улучшение её внешних экономических отношений».
В августе 2024 года стало известно, что Дуров более 50 раз въезжал в Россию в период с 2015 по 2021 годы. По данным расследования «Важных историй», Дуров был в России, когда с ним судилась ФСБ, и 18 июня 2020 года, когда Кремль публично отказался от претензий к Telegram.

### Интервью Такеру Карлсону
16 апреля 2024 года Дуров заявил в своём Telegram-канале, что он дал интервью Такеру Карлсону. Интервью вышло в свет уже следующим днём, 17 апреля в официальных источниках Такера Карлсона и Tucker Carlson Network в видеоформате. Дуров рассказал, как российское государство пыталось его запугивать уголовными обвинениями за «отказ в сотрудничестве» из-за непредоставления данных владельцев аккаунтов в ВКонтакте, которые были причастны или связаны с протестами на западной части Украины в 2013—2014 гг., как он покинул Россию и т. д.
Через несколько часов после публикации интервью в Интернет пресс-секретарь президента России Дмитрий Песков заявил, что Кремль будет рассчитывать на Дурова, что Telegram не будет использоваться как площадка для организации террористических актов.

### Уголовное преследование во Франции
24 августа 2024 года Павла Дурова задержали по прилёте из Азербайджана в аэропорту Ле-Бурже во Франции. Расследование ведётся с 8 июля 2014 года департаментом по борьбе с киберпреступностью в отношении неустановленных лиц по 12 составам преступлений, среди них — соучастие в обороте наркотиков и хранении детской порнографии. Максимальный срок лишения свободы, грозящий Дурову по отдельным статьям, составляет 10 лет.
Сразу после ареста курс его криптовалюты Toncoin упал на 14—15 %.
В марте 2025 года покинул Францию с разрешения суда и отправился в Дубай.

## Бизнес

### ВКонтакте

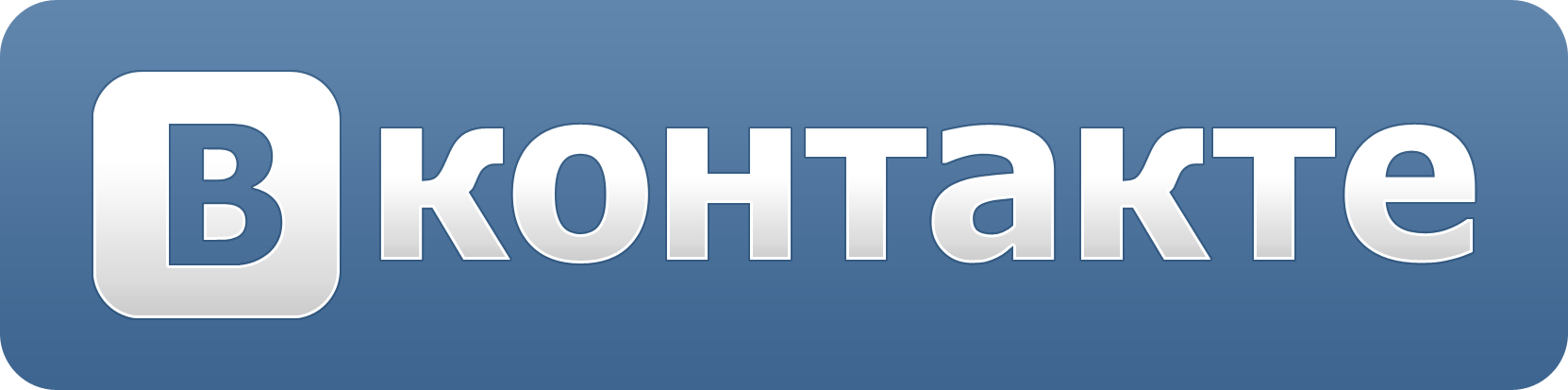
«Логотип „ВКонтакте“ я набрал шрифтом Tahoma за три минуты. Синий, белый, серый цвета никого не бесят».
— Павел Дуров

Дуров с партнёрами основал «ВКонтакте» («ВК») в 2006 году. По скорости своего роста социальная сеть побила все предыдущие проекты в рунете и быстро стала самой популярной соцсетью в России. В 2007 году инвесткомпания Digital Sky Technologies (позже — Mail.ru Group, ныне — VK) под управлением Юрия Мильнера приобрела у акционеров «ВК» 24,99 %. К концу 2013 года из-за череды сделок и ряда корпоративных конфликтов с инвесторами Павел Дуров утратил контроль над компанией. В декабре 2013 года Дуров заключил сделку по продаже оставшихся у него 12 % акций «ВК» Ивану Таврину, 21 апреля 2014 года покинул пост генерального директора «ВК» и уехал из России. В сентябре 2014 года «ВК» перешла в управление Mail.ru Group.

### Telegram
За несколько лет до ухода Павла и Николая Дуровых из «ВК», они начали разработку мессенджера Telegram. Разработку Telegram называли одной из причин конфликта акционеров «ВК».
14 августа 2013 года представлен первый клиент Telegram. В ноябре у программы насчитывалось, по данным TJournal, около 1 миллиона установок. В интервью The New York Times Дуров рассказал, что первоначальная идея приложения пришла ему в 2011 году, когда к его двери приходили спецназовцы. Когда они ушли, Дуров сразу же написал своему брату Николаю. Тогда же он и осознал, что у него нет безопасного способа коммуникации с братом. Сервис построен на технологии шифрования переписки MTProto, разработанной Николаем Дуровым.
В ответ на предложения некоторых чиновников запретить мессенджер на территории России 24 декабря 2015 года на своей странице «ВКонтакте» Павел Дуров заявил: «Что касается Telegram, то проект как не выдавал, так и не будет выдавать личные данные и ключи шифрования третьим сторонам. Мессенджер популярен среди десятков миллионов пользователей на десятках рынков, и угроза блокирования на одном или двух из них не повлияет на его политику конфиденциальности».
По оценкам СМИ, политика конфиденциальности привлекла в Telegram террористов, экстремистов, мошенников, торговцев оружием и наркотиками. Власти «часто разочаровывались нежеланием Дурова сотрудничать» по вопросам безопасности. Также отношение к Telegram усугубляли подозрения в связях с российским правительством и недоверие к стандарту шифрования MTProto. По данным Surfshark, всего Telegram временно или бессрочно блокировали в 31 стране. Сообщается, что руководство Telegram в течение многих лет игнорировало приходившие на почту повестки и судебные постановления, требовавших взаимодействия с властями в области пресечения распространения незаконного контента на платформе.

### Блокчейн-платформа TON и криптовалюта Gram
В 2018 году Дуров объявил о проекте блокчейн-платформы TON с криптовалютой Gram. Под эту разработку Telegram привлек 1,7 миллиарда долларов инвестиций. В 2019 году Комиссия по ценным бумагам США предъявила компании-владельцу Telegram и TON претензии в связи с нарушением закона США о ценных бумагах. Суд обязал вернуть инвесторам остаток средств в сумме 1,2 млрд долларов, запуск Gram был запрещен. Наработки TON были реализованы в проекте Free TON, с которым не связаны юрлица, принадлежащие Павлу Дурову.

## Взгляды и убеждения
Павел Дуров придерживается либертарианских политических взглядов, а также является вегетарианцем. Он выступает за реформу российской образовательной системы; отмену налогов в сфере информации; отмену визовой системы, прописок и воинского призыва; снижение таможенных пошлин; предоставление регионам полной автономии; а также за открытость суда присяжных. Его вдохновляют Эрнесто Че Гевара и Стив Джобс, а по религиозным убеждениям он, по одним данным, пастафарианец, по другим — сторонник школы дзэн.
В апреле 2014 года Дуров опубликовал манифест из семи пунктов, без которых, по его словам, возвращение в Россию для него «лишено смысла»: выборные судьи и открытые суды, дерегуляция (простые законы), открытые конкурсы на госдолжности, налоговый рай за счёт экспорта сырья, экономическая автономия регионов, отмена феодальных пережитков, а также дестандартизация системы образования.
В мае 2020 года в ответ на фильм журналиста Юрия Дудя об «IT-столице мира» Дуров опубликовал пост, назвав семь причин не переезжать в Кремниевую долину, таких как полицейское государство, высокие налоги, ограниченная культурная жизнь, недоступное здравоохранение, посредственное образование, высокая стоимость ведения бизнеса, слабые перспективы рынка в XXI веке.
10 октября 2017 года, в свой день рождения, Павел Дуров рассказал о семи вещах, от которых он отказался много лет назад и которые, по его мнению, негативно влияют на сознание: алкоголь; мясо животных; таблетки и любые продукты фармацевтики; никотин и другие наркотические вещества; кофе, чёрный и зелёный чай, энергетики; фастфуд, сахар, газированные напитки; телевидение и его аналоги.

### Манера ведения бизнеса
Дурову свойственен провокационный стиль ведения бизнеса.
В 2011—2012 годах он вёл корпоративный спор с крупным акционером «ВК» Mail.ru Group. Начался конфликт в марте 2011 года с попыток холдинга поглотить соцсеть, купив 100 % её акций, и объединить сайт с «Одноклассниками». В ответ Дуров назвал Mail.ru Group «трэш-холдингом», показал им средний палец и убедил сооснователей «ВК» не продавать свои акции.
Когда в 2012 году стало известно, что Facebook нанимает сотрудников в России, Дуров сообщил, что работники «ВК» не переходят на трудоустройство в другую сеть, так как «дураков нет» и Facebook — это «тонущее судно». Месяцем ранее он уже называл американскую соцсеть «оплотом педолибералов», а в мае 2012 года в своём твиттере иронично именовал её «дешёвой поделкой».
Весной 2012 года между «ВК» и редакцией газеты «Ведомости» разгорелся конфликт. Благодаря техническому нововведению на сайте пользователям можно было просматривать полные тексты статей веб-изданий, не совершая перехода по ссылке. «Ведомости» сочли это незаконным и открыто обвинили соцсеть в нарушении авторских прав. «ВК» проигнорировала заявление, а позже отключила активность ссылок на публикации сайта «Ведомостей». В конце концов, редакция газеты удалила со своего сайта виджеты «ВК» и «заморозила» в соцсети официальную страницу издания. Управляющий директор компании-издателя «Ведомостей» обвинил Дурова в неумении вести «цивилизованный бизнес».

## Критика и признание
Западные СМИ называли Павла российским Марком Цукербергом. В 2011 году Павел попал на третье место списка Forbes «9 самых необычных российских бизнесменов — сумасбродов, чудаков и эксцентриков» за публикацию фотографии, на которой он демонстрирует непристойный жест в ответ на старания крупного акционера «ВКонтакте» — Mail.ru Group — поглотить эту соцсеть. Тот же журнал опубликовал список «30 самых заметных фигур русского интернет-бизнеса», где Павел расположился на седьмом месте. Дуров оказался на 42-м месте в списке самых цитируемых блогеров в российских СМИ в первом полугодии 2012 года, по результатам исследования компании «Медиалогия». Один из создателей «ВКонтакте», Олег Андреев, объяснил причину успеха социальной сети таким образом: «Павел, в отличие от большинства программистов, понимал, чего хочет от жизни школьник и студент и как это выглядит в дизайне. Он умел смотреть глазами человека, у которого старый браузер и медленный Интернет».
Акция Дурова по бросанию самолётиков с купюрами подверглась жёсткой критике со стороны популярных блогеров и журналистов. Так, Владимир Соловьёв назвал этот поступок «блажью купчика», а самого Дурова «недоцукербергом». Соловьёва поддержал министр культуры РФ Владимир Мединский. Сергей Стиллавин написал в своём ЖЖ-дневнике: «Гражданин, который относится к своему народу как к скоту, должен получить на зоне профессию „швея-мотористка“». Сергей Ениколопов заключил, что «такое лечится в лагерях», напомнив о расстрелах в 1920—1930-е годы «оборзевших» большевиков.
9 мая 2012 года, в День Победы, Павел написал в своём твиттере: «Народ гуляет. Ещё бы — 67 лет назад Сталин отстоял у Гитлера право репрессировать население СССР». Николай Валуев назвал его слова «кощунством» и объявил, что закрывает свои аккаунты в «ВКонтакте». Подобный бойкот объявил и Сергей Минаев, сообщив, что не желает «поддерживать мразь». Позже пресс-секретарь «ВКонтакте» Владислав Цыплухин пояснил, что Дуров уважительно относится ко Дню Победы, а запись его связана с тем, что «его дед прошёл всю войну», «а в благодарность был репрессирован без суда».
20 июня 2018 года Дуров стал лауреатом премии Союза журналистов Казахстана за принципиальную позицию против цензуры и вмешательства государства в свободную переписку граждан в интернете.
По данным расследования издания «Важные истории», Павел Дуров приезжал в Россию более 50 раз с момента «изгнания» в 2014-м. Он был в России и когда с ним судилась ФСБ, и в тот самый день, когда Кремль публично отказался от претензий к «Телеграму».

### В литературе
19 ноября 2012 года издательство «Манн, Иванов и Фербер» выпустило книгу Николая Кононова «Код Дурова», описывающую становление социальной сети «ВКонтакте». В центре сюжета — её основатель, Павел Дуров. Книга является достаточно документальной, основывающейся на фактах и интервью. В серии комиксов «Майор Гром» российского издательства Bubble Павел Дуров является частичным прототипом одного из главных злодеев комикса, Чумного Доктора.

### В кинематографе
3 апреля 2014 года в российском прокате вышел фильм «Стартап», в котором в образе Павла Баранова без труда раскрывается Павел Дуров.
Компания AR Films, основанная продюсером Александром Роднянским, приобрела права на экранизацию книги «Код Дурова». Изначально заявлялось, что фильм появится в прокате в 2014 году. При этом сам Дуров относился к экранизации негативно. Позднее стало известно о замораживании проекта — компания «Нон-стоп продакшн» (входящая в AR Films) вернула Фонду кино 25 млн рублей, выделенные на экранизацию.
В 2021 году в рамках ММКФ представили документальный фильм «Дуров», созданный на основе бесед со знакомыми основателя «ВКонтакте».

## Семья
Отец — доктор филологических наук Валерий Семёнович Дуров (род. 13 июля 1945), автор многих научных работ, с 1992 года возглавляет кафедру классической филологии филологического факультета СПбГУ.
Мать — Альбина Александровна Дурова (род. 3 апреля 1951 года) преподавала в Санкт-Петербургском государственном университете.
Брат — Николай (род. 21 ноября 1980), математик, кандидат физико-математических наук, многократный призёр российских и международных олимпиад по математике и информатике, дважды абсолютный чемпион мира по программированию среди студентов. Со дня основания и до середины 2013 года был техническим директором ВКонтакте. Один из создателей Telegram.
Единоутробный брат — Михаил Петров, сын Альбины Дуровой от первого брака.
Дед Павла, Семён Петрович Туляков (род. 1913), участвовал в Великой Отечественной войне. Служил в 65-м стрелковом полку, участвовал в боях на Ленинградском фронте на Красноборском и Гатчинском направлениях, трижды был ранен. Представлялся к ордену Красной Звезды, награждён орденом Отечественной войны II степени и на 40-летие Победы орденом Отечественной войны I степени. После войны был репрессирован.

### Личная жизнь и дети
По данным Forbes, у Дурова есть двое детей от бывшей жены Дарьи Бондаренко: дочь Алина (род. 2009) и сын Михаил (род. 2010). С Дарьей Бондаренко Дуров познакомился во время учёбы в университете; по состоянию на 2021 год она жила в Барселоне. В 2021 году российский Forbes поместил детей Дурова на шестое место рейтинга богатейших наследников России.
В 2024 году Павел заявил, что является биологическим отцом более 100 детей благодаря донорству спермы.
23 июля 2024 года в редакцию Forbes обратилась Ирина Болгар (род. 1980), проживающая в Швейцарии, с просьбой распространить подтверждение того, что она является матерью трёх детей от Павла Дурова (Лея (род. 2013), Даниэль (род. 2016), Давид (род. 2017)), предоставив также семейное фото с Дуровым, сделанное в 2020 году. Forbes удалось получить подтверждение подлинности документов.
В августе 2024 года Болгар подала против Дурова иск в Швейцарии. Она утверждает, что в 2021—2022 годах Дуров пять раз применил насилие к своему младшему сыну. Болгар утверждает, что Дуров перестал встречаться с их детьми в сентябре 2022 года. Иск был подан через несколько месяцев после того, как Дуров, по словам Болгар, перестал выплачивать ей алименты в размере €150 000 в месяц. Болгар сообщила, что Дуров потребовал, чтобы она вместе с детьми переехала в ОАЭ, а когда она отказалась, перестал оказывать ей финансовую поддержку.

## Награды, премии
В 2007 году газетой «Деловой Петербург» Дуров был признан одним из победителей в конкурсе «Лучших молодых предпринимателей 2007 года».
В 2024 году занял первое место по количеству подписчиков в социальных сетях среди российских представителей деловой элиты в рейтинге ИД «Коммерсантъ».